# José María Ruiz-Mateos
José María Ruiz-Mateos y Jiménez de Tejada (Rota, 11 d'abril de 1931 - El Puerto de Santa María, 7 de setembre de 2015), Marquès d'Olivara, fou un empresari espanyol de la província de Cadis, conegut per ser el fundador de Rumasa i Nova Rumasa. Estava casat amb la qui fou presidenta del club esportiu Rayo Vallecano, Teresa Rivero, amb la qual tenia tretze fills. Fou membre de l'Opus Dei, d'on més tard fou expulsat.

## Biografia
Jose María Ruiz-Mateos va estudiar Batxillerat al Col·legi dels Salesians de Ronda (Màlaga) i més tard es va graduar com a professor mercantil a l'Escola de Comerç de Jerez de la Frontera. José María Ruiz-Mateos va començar la seva carrera empresarial sent molt jove, exportant vi a Anglaterra. Posteriorment va fundar el holding Rumasa (230 empreses, 65.000 empleats). Pertany per línia materna a l'Il·lustre Solar de Tejada, la corporació nobiliària més antiga del Regne d'Espanya.
L'any 1982 el Consell d'Estat va autoritzar la utilització del títol de Marquès d'Olivara, el qual li havia estat atorgat per la Sereníssima República de San Marino.

### Expropiació de Rumasa
El 23 de febrer de 1983 Rumasa va ser expropiada pel govern espanyol. El govern va al·legar que Rumasa tenia un forat patrimonial de més de 111.000 milions de pessetes, que arrossegava un deute tributari i fiscal d'uns 20.000 milions i que els seus bancs tenien una perillosa concentració de riscos, ja que tenia pèrdues de 9.000 milions quan afirmava que tenia 5.000 milions de beneficis. Ruiz-Mateos va estar en desacord amb l'expropiació, i va demandar judicialment al govern sol·licitant una indemnització (demanda que mai va guanyar). Va ser empresonat després de ser condemnat per evasió de divises, frau i apropiació indeguda.
El maig de 1989, Ruiz-Mateos va donar un cop de puny al cap a qui havia estat Ministre d'Hisenda en el moment de l'expropiació, Miguel Boyer, a la sortida del Jutjat d'Instrucció número 7 de Madrid. Durant aquest episodi, pronuncià la seva frase més carismàtica, que a partir d'aquell moment aprofitaria (acompanyat d'estrafolàries disfresses o en espots publicitaris) per fer ressò de la seva situació empresarial:
| «                                                            | ¡Que té pego, leches, que te pego! | » |
| — José María Ruiz-Mateos, Jutjat d'Instrucció núm.7 (Madrid) |                                    |   |

### Tornada a la vida pública
Després de passar una temporada a la presó va tornar a la vida pública, es va convertir en el propietari de l'equip de futbol Rayo Vallecano el 1991, i va formar el seu propi partit polític, l'Agrupació Electoral José María Ruiz Mateos com a membre de la qual va ser elegit diputat al Parlament Europeu el 1989. De 1989 a 1994 fou vicepresident del Grup d'Aliança Democràtica Europea.
Hi ha hagut múltiples i diverses sentències judicials sobre el cas Rumasa, tant a Espanya com fora d'Espanya. El Tribunal Suprem i el Tribunal Constitucional s'han pronunciat en nombroses sentències amb resultats diversos, àdhuc queda pendent una sentència global sobre els fets.
El 2005, l'Audiència Provincial de Madrid va condemnar a Ruiz Mateos a una pena de tres anys per un delicte d'alçament de béns, en considerar que es va enriquir il·legítimament de la venda de l'immoble en el qual es trobava la seu de la societat Mundo Joven, al número 22 del carrer d'Alcalá de Madrid, i va ingressar a la presó per aquest motiu el 2007.
Alhora, des de 1996 va participar en la creació de Nueva Rumasa, un nou conglomerat d'empreses. El 17 de febrer de 2011, deu empreses de Nueva Rumasa (Clesa, Garvey, Hotasa, Dhul, Elgorriaga, Hibramer, Trapa, Carcesa, Quesería Menorquina i Rayo Vallecano) s'acolliren al procediment especial concursal.
El 25 de gener de 2012 Ruiz Mateos es va quedar sense passaport, sense poder sortir d'Espanya i amb l'obligació de personar-se en el jutjat cada dues setmanes per una acusació de suposada estafa de 7,3 milions d'euros, en la compra de dos hotels a Mallorca.
El 16 de febrer de 2012 segons l'informe de recerca en mans del jutge de l'Audiència Nacional es conclou que la família Ruiz-Mateos utilitzava els diners de Nueva Rumasa per aportar capital a les seves societats patrimonials i mantenir així el seu "alt nivell de vida", segons l'acte de dictat.

### Defunció
Ruiz Mateos va ser ingressat el 17 d'agost de 2015 a l'hospital d'El Puerto de Santa María (Província de Cadis), a causa d'un trencament de maluc produït després d'una caiguda. Després de ser operat, va contreure una pneumònia que el va fer empitjorar. Finalment, va morir el 7 de setembre de 2015 al mateix centre hospitalari.